# Orobothriurus calchaqui
Espèce
Orobothriurus calchaqui est une espèce de scorpions de la famille des Bothriuridae.

## Distribution
Cette espèce est endémique de la province de Tucumán en Argentine. Elle se rencontre entre 2 700 et 4 300 m d'altitude dans les vallées Calchaquíes.

## Description
Le mâle holotype mesure 29,31 mm et la femelle paratype 34,30 mm, les mâles mesurent de 23 à 30 mm et les femelles de 33,5 à 36 mm.

## Étymologie
Son nom d'espèce lui a été donné en référence au lieu de sa découverte, les vallées Calchaquíes.

## Publication originale
- Ochoa, Ojanguren Affilastro, Mattoni & Prendini, 2011 : Systematic revision of the Andean scorpion genus Orobothriurus Maury, 1976 (Bothriuridae) : with discussion of the altitude record for scorpions. Bulletin of the American Museum of Natural History, no 359, p. 1-90 (texte intégral).